# Station Wesseln
Station Wesseln (Haltepunkt Wesseln) is een spoorwegstation in de Duitse plaats Wesseln, in de deelstaat Nedersaksen. Het station ligt aan de spoorlijn Bad Gandersheim - Groß Düngen en is geopend op 1 oktober 1900. In 1991 is het station gesloten om na de renovatie van de spoorlijn in 2003 weer geopend te worden.

## Indeling
Het station heeft één zijperron, dat niet is overkapt maar voorzien van abri's. Het perron is deels gecombineerd met een bushalte zodat snel overgestapt kan worden. Bij deze bushalte bevindt zich ook een Parkeer en Reis-terrein en een fietsenstalling.

## Verbindingen
De volgende treinserie doet het station Wesseln aan:
| Serie | Treinsoort                  | Route                                | Bijzonderheden |
| ----- | --------------------------- | ------------------------------------ | -------------- |
| RB 79 | Regionalbahn (NordWestBahn) | Hildesheim Hbf – Wesseln – Bodenburg |                |